# Mushtaq Ahmed Chishti
Mushtaq Ahmed Chishti (ur. 3 marca 1943 w Gujar Khan, zm. 30 września 2002) – pakistański imam działający w Norwegii.
Przybył do Norwegii w 1981 i został imamem w największym norweskim meczecie – Central Jamaat-e Ahl-e Sunnat. Był pierwszym imamem mianowanym w Norwegii. Przez dwa lata jako imam pracował nad zbiórką pieniędzy na budowę meczetu przy Urtegata 11. Napisał też kilka książek. W dziele Islami zindgi pisał o życiu muzułmanina w kraju nieislamskim. Wkrótce potem został usunięty ze wspólnoty, rzekomo dlatego, że zyskał zbyt wiele władzy. Został wydalony z Norwegii, co wywołało zamieszki. Zastąpił go imam Nehmat Ali Shah.